# Rosnoën
Rosnoën is een gemeente in het Franse Kanton Faou dat behoort tot het departement Finistère (regio Bretagne). De plaats maakt deel uit van het arrondissement Châteaulin. Rosnoën telde op 1 januari 2022 993 inwoners.

## Geografie
De oppervlakte van Rosnoën bedroeg op 1 januari 2022 33,64 vierkante kilometer; de bevolkingsdichtheid was toen 29,5 inwoners per km².

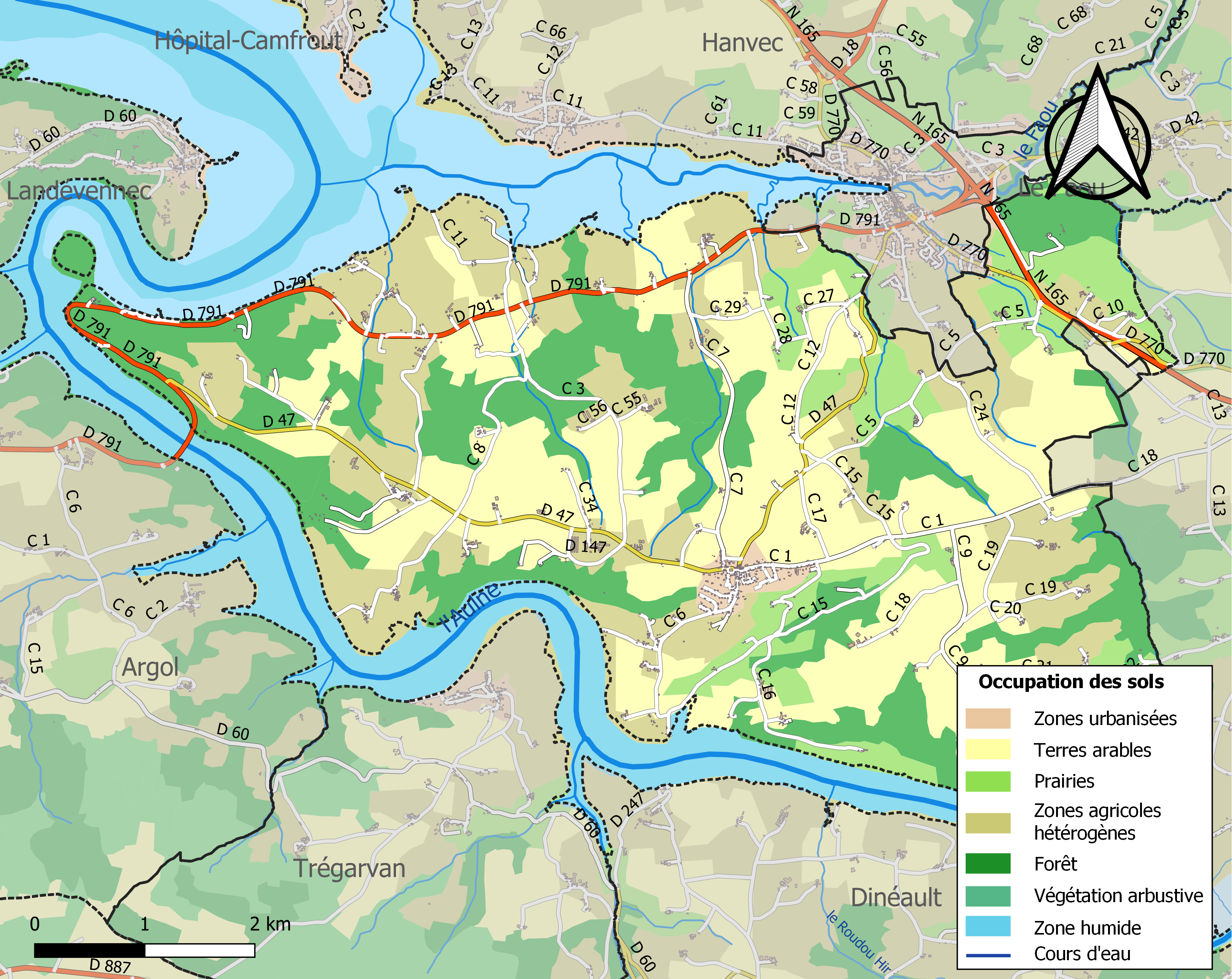
Kaart van de gemeente met belangrijkste infrastructuur, bodemgebruik en omliggende gemeenten

## Demografie
Onderstaande figuur toont het verloop van het inwonertal (bron: INSEE-tellingen).